# Typhloblatta caeca
Typhloblatta caeca är en kackerlacksart som först beskrevs av Lucien Chopard 1921.  Typhloblatta caeca ingår i släktet Typhloblatta och familjen Nocticolidae. Inga underarter finns listade i Catalogue of Life.